# 1160
1160 (MCLX) var ett skottår som började en fredag i den julianska kalendern.

## Händelser

### Maj
- 18 maj – Den svenske kungen Erik Jedvardsson blir mördad i Uppsala. Han blir så småningom Sveriges skyddshelgon under namnet Erik den helige. För tillfället försöker en av mördarna, den danske prinsen Magnus Henriksson, som är släkt med den gamla Stenkilska ätten, göra sig till svensk kung.[1]

### Okänt datum
- Senvintern – Den japanske krigsherren Minamoto no Yoshitomo erövrar dåvarande japanska huvudstaden Heiankyo.
- Näs slott anläggs på södra spetsen av Visingsö.
- Viby kloster grundas i Uppland.
- Chrétien de Troyes och Marie de France skriver färdigt sagan om Kung Artur.
- Henrik Lejonet av Sachsen gör sig till herre över obotriternas land.
- Staden Schwerin grundläggs av Henrik Lejonet.
- Ludvig VII av Frankrike gifter sig med Alix av Champagne.

## Födda
- Muhammad av Ghor, krigsherre, grundare av Delhisultanatet.
- Innocentius III, född Lotario dei Conti di Segni, påve 1198–1216 (född detta eller nästa år).
- Drottning Tamar av Georgien.
- Ida av Boulogne, regerande grevinna av grevedömet Boulogne.

## Avlidna
- 18 maj – Erik den helige, kung av Västergötland sedan 1150 och av hela Sverige sedan 1156 (mördad).[2]
- Abd-ul-latif, arabisk författare.
- Constance av Kastilien, fransk drottning, gemål till Ludvig VII av Frankrike.

### Fotnoter
1. ↑  Det hände i dag
2. ↑  Det hände i dag